# Lista över Armeniens regenter
Det här är en lista över armeniska monarker. Armenien har också behärskats av många utländska monarker och ett antal furstendömen har etablerats utanför "historiska Armenien" (till exempel under det medeltida Kilikien). De monarkerna är inte inkluderade i denna lista. Vissa årtal är ungefärliga. 

## Urartu
860-843 f.Kr. - Arameh
835-820 f.Kr. - Sarduris I
820-800 f.Kr. - Ispunis
800-780 f.Kr. - Menuas I
780-755 f.Kr. - Arkisdis I  (Argishti)
755-730 f.Kr. - Sarduris II
730-714 f.Kr. - Russas I
714-680 f.Kr. - Arkisdis II
680-675 f.Kr. - Russas II
675-670 f.Kr. - Yeremenas
670-645 f.Kr. - Russas III
645-620 f.Kr. - Sarduris III
620-600 f.Kr. - Irgias
600-580 f.Kr. - Menuas II

## Dynastin Ervandunian
401-344 f.Kr. - Ervand I (Orontes)
344-331 f.Kr. - Ervand II (Orontes) 
331-317 f.Kr. - Mithranes
317-260 f.Kr. - Ervand III (Orontes)
260-228 f.Kr. - Samus
228-212 f.Kr. - Xerxes
212-200 f.Kr. - Ervand IV (Orontes)

## Dynastin Artashisian
190-159 f.Kr. - Artaxias eller Artashes I
159-149 f.Kr. - Artavazd I
149-123 f.Kr. - Tigranes I eller Tiran
94-54 f.Kr. - Tigranes II, "den store"  
55-34  f.Kr. - Artavazd II
34-31 f.Kr. - Alexander
30-20 f.Kr. - Artashes II
20-8 f.Kr. - Tigranes III
8-5 f.Kr. - Tigranes IV
8-5 f.Kr. - Erato
5-2 f.Kr. - Artavazd III
2-1 f.Kr. - Tigranes IV och Erato (andra gången)

## Dynastin Arshakounian
52-59 - Trdat I (Partisk)  
60-61 - Tigranes VI
66-75 - Trdat I (igen) 
75-100 - Sanadroog
100-113 - Asxadar (Exedares)  
113-114 - Parthamasiris
116-117 - Parthamaspates
117-140 - Vologases eller Vagharsh I
140-162 - Sohemus
162-163 - Pacorus
164-185 - Sohemus (igen)  
185-190 - Vagharsh II
190-216 - Khosrov I
216-238 - Trdat II eller Khosrov II, "den store"  
252-261 - Artavazd V
287-330 - Trdat III
331-339 - Khosrov III (Kotak, "den korte")  
340-350 - Tiran
350-367 - Arshak II
367-374 -  Pap
374-378 - Varazdat
378-389 - Arshak III
378-386 - Vagharshak (Valarsas)  
385-387 - Khosrov IV
387-414 - Vramshapuh
415 - Khosrov IV (återupprättad)  
416-428 - Shahpur
423-428 - Artashes

## Dynastin Bagratounian
885-890 - Ashot I
890-914 - Sembat I
914-929 - Ashot II "Ashot av järn"
921 - Ashot, "troninkräktaren"  
929-953 - Abas
953-977 - Ashot III, "den barmhärtige"  
977-989 - Sembat II, "erövraren"  
989-1020 - Gagik I (Shahanshah)  
1020-1042 - Sembat III eller Hovhannes Sembat
1020-1042 - Ashot IV
1042-1045 - Gagik II